# Al-Salihiyah

Al-Salheya trên bản đồ huyện Damaskus

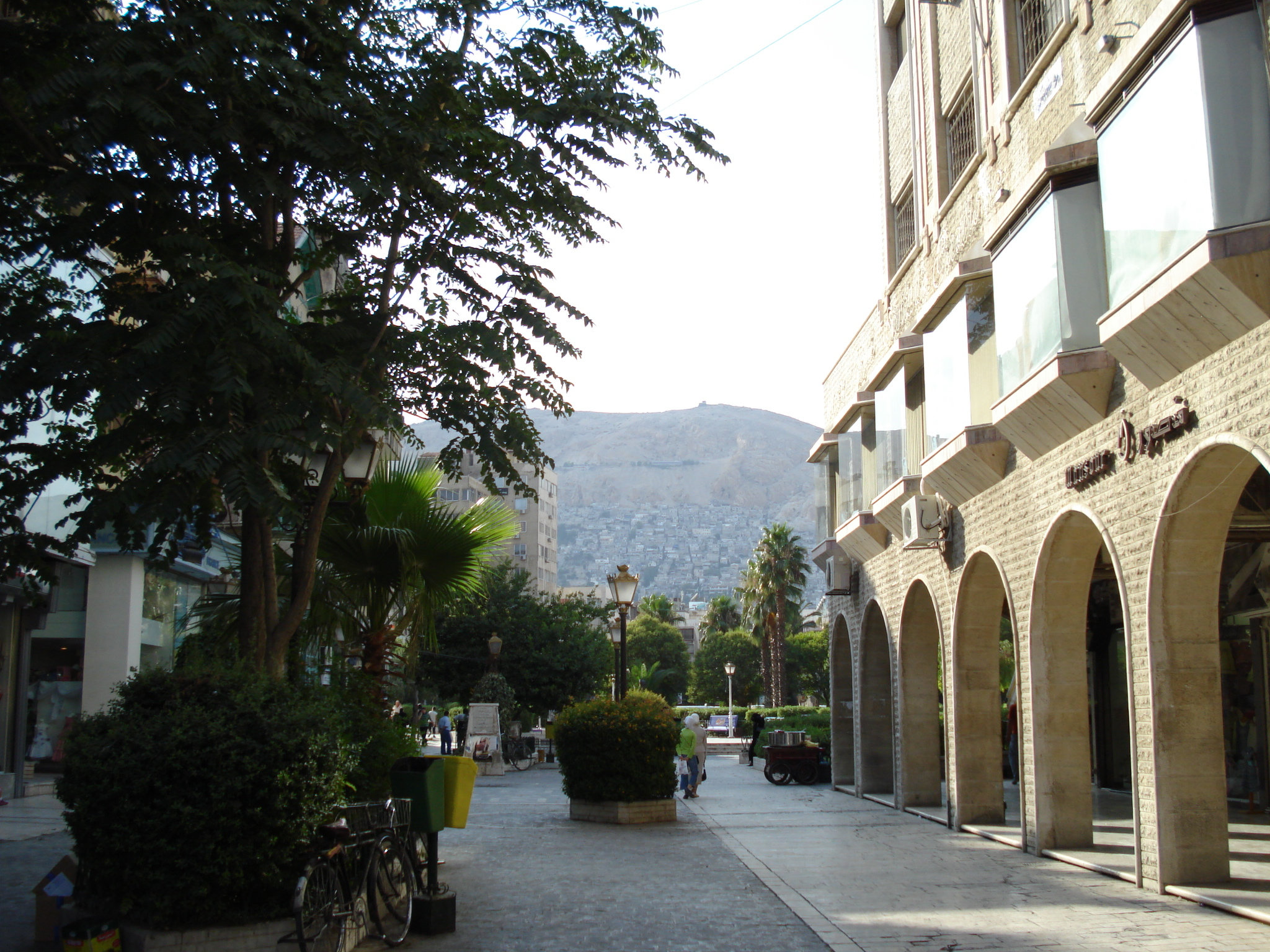
Quý Al-Salihiyah

Al-Salihiyah (tiếng Ả Rập: الصالحية) là một đô thị và một khu phố của Damascus, Syria. Nó nằm về phía tây bắc của thành phố cổ Damascus và khoảng 2,4 kilômét (1,5 mi) phía đông nam Thành cổ dưới chân núi Qasioun. Khu phố nổi tiếng với nghĩa trang của những người đàn ông thánh thiện. Nó chứa tòa nhà Quốc hội Syria. Nó cũng có Nhà thờ Hồi giáo Hanabila.

## Vùng lân cận
- Abu Jarash (pop 12,798)
- Al-Madaris (pop 12,731)
- Al-Mazra'a (pop 6,818)
- Qasyoun (pop. 22.017)
- Shaykh Muhyi ad-Din (pop. 11,502)
- Ash-Shuhada (pop. 6.437)